# Mark Owen (autore)
Mark Owen, pseudonimo di Matt Bissonnette (Wrangell, 1976), è uno scrittore e militare statunitense, ex-capo di 3ª classe dei Navy SEALs appartenente al DEVGRU che ha preso parte all'Operazione Lancia di Nettuno, avvenuta tra il 1º e il 2 maggio 2011 e culminata con l'uccisione del leader di Al-Qāʿida Osama Bin Laden.

## Biografia
Matt Bissonnette nasce a Wrangell, in Alaska, nel 1976, da una coppia di missionari. Secondogenito di due sorelle, trascorse la maggior parte della sua giovinezza ad Aniak imparando a pescare e a cacciare alci per scopo alimentare. Durante il periodo nella Aniak High School, Bissonnette conquistò popolarità praticando sport come basket e paintball, dove in quest'ultima pratica non aveva mai perso una sfida. Si dedicò soprattutto a piccoli lavori come muratore in un cantiere per racimolare dei soldi e comprare un fucile d'assalto AR-15.
Nel 1994, dopo il diploma, frequenta per quattro anni l'Università Biola di La Mirada, in California. Nel 1998, cinque mesi dopo essersi laureato in sociologia, si arruola nella Marina degli Stati Uniti come marinaio.
Nella primavera 1999 Bissonnette si arruola volontario nei Navy SEALs, passione trasmessa sin dall'età di 13 anni, entrando a far parte del SEAL Team Five di stanza a San Diego, in California, nel dicembre dello stesso anno.
Nel 2003 partecipa alla sua prima operazione durante la guerra in Iraq, assaltando e catturando una centrale idroelettrica di Baghdad controllata dalla fanteria e dall'artiglieria irachena, grazie al supporto di elicotteri MH-53 Pave Low.
Un anno dopo Bissonnette, con il grado di sergente, si arruola nel DEVGRU, entrando nello Squadrone Rosso di stanza a Virginia Beach. Nel corso degli anni ha preso parte a due operazioni contro i miliziani iracheni durante la guerra in Iraq, partecipando anche all'operazione di salvataggio del capitano Richard Phillips, catturato da un gruppo di 4 pirati somali durante il dirottamento della nave mercantile Maersk Alabama, avvenuto tra l'8 e il 12 aprile 2009 al largo del Corno d'Africa. In seguito, con il grado di capo di 3ª classe (promosso nel 2007), ha partecipato nell'estate 2009 a tre operazioni contro i talebani durante la guerra in Afghanistan.

## Operazione Lancia di Nettuno
Nella notte tra il 1º e 2 maggio 2011 Bissonnette, dopo aver trascorso alcuni giorni di addestramento ad Harvey Point, in Carolina del Nord (dove era stato ricostruito a grandezza naturale il complesso in cui si nascondeva Bin Laden), parte con due elicotteri stealth MH-60 Black Hawk dalla base aerea di Jalalabad (Afghanistan) fino al complesso di Osama Bin Laden ad Abbottabad (Pakistan).
Bissonnette dichiara anche di essere uno della squadra del DEVGRU sopravvissuto miracolosamente allo schianto dell'elicottero Black Hawk, incidente che ha rischiato di compromettere la missione. Nonostante l'incidente l'operazione è continuata come previsto. Cinque minuti dopo Bissonnette e un assaltatore di nome Will hanno attaccato la dépendance e ucciso il corriere Ahmed al-Kuwaiti mentre cercava di difendersi con un AK-47.
Bissonnette è poi entrato nell'edificio principale e, dopo che gli assaltatori hanno ucciso quattro persone all'interno, ha fatto irruzione con i suoi commilitoni al terzo piano.
L'assaltatore alla testa del gruppo di Bissonnette raggiunge la stanza da letto e spara per primo al leader di Al-Qāʿida, che viene poi finito dallo stesso Bissonnette con diversi colpi al torace; durante un'intervista rilasciata al programma televisivo della CBS 60 Minutes Bissonnette ha in seguito dichiarato che temeva Bin Laden potesse nascondere un'arma sotto il petto.
Bissonnette e i suoi commilitoni prelevano quindi alcuni campioni di DNA di Bin Laden e scattano delle fotografie del corpo. Poco dopo l'identificazione, il caposquadra conferma via radio la morte del leader di Al-Qāʿida.
Successivamente gli assaltatori hanno bonificato gli uffici al secondo piano dell'edificio e lasciato il complesso portando con sé il corpo di Bin Laden a bordo del secondo Black Hawk, dopo che il relitto del Black Hawk caduto era stato distrutto con dell'esplosivo.
Il corpo di Bin Laden è stato sepolto nel Mar Arabico dopo una cerimonia funebre islamica a bordo della portaerei USS Carl Vinson.

## Carriera letteraria
Nella primavera del 2012 Bissonnette, decorato con la Presidential Unit Citation, si congeda dai Navy SEALs dopo 14 anni di servizio, poco dopo aver ottenuto i gradi di capo di 2ª classe. Nel giugno 2012 scrive il suo saggio intitolato No Easy Day, scritto sotto lo pseudonimo di Mark Owen in collaborazione con lo scrittore-giornalista Kevin Maurer e pubblicato dalla Dutton Penguin il 4 settembre 2012, una settimana prima dell'undicesimo anniversario degli attacchi dell'11 settembre 2001.
Il libro ha suscitato polemiche da parte di alcuni ufficiali del Pentagono, come l'addetto stampa del Dipartimento della Difesa George E. Little, in quanto sostengono che il libro contenga informazioni riservate, tant'è che l'autore ha dovuto pagare allo stesso Dipartimento della Difesa un risarcimento di 4,5 milioni di dollari per aver violato il codice del silenzio su un'operazione segreta. Le critiche sono state poi smentite dall'editore, dato che Bissonnette ha dichiarato che il libro non rivela nessun materiale che possa mettere a rischio la sicurezza degli Stati Uniti. Inoltre Bissonnette ha dichiarato che i proventi del libro saranno devoluti alle famiglie dei Navy SEALs caduti in guerra e che i fatti menzionati non sono né di sinistra e né di destra dal punto di vista politico.
Il 25 giugno precedente un sito web fondamentalista islamico legato ad Al-Qāʿida ha diffuso le informazioni personali dell'autore, invitando i militanti a vendicarsi di lui, identificandolo come il responsabile per l'uccisione di Bin Laden. Il 29 agosto stesso lo scrittore è apparso anche a volto scoperto nel programma televisivo della CBS 60 Minutes, la cui puntata è andata in onda il 9 settembre. Tuttavia l'autore si è sottoposto a quattro ore di trucco per nascondere parzialmente la sua vera identità, mentre la sua vera voce è stata anche alterata.
William McRaven, il viceammiraglio organizzatore dell'operazione, ha contestato anch'egli il libro in quanto sostiene che contenesse una grave imprecisione: Bissonnette racconta per esempio che Bin Laden non avrebbe fatto il minimo tentativo di difendersi, mentre gli ufficiali del Pentagono hanno sempre sostenuto che Bin Laden aveva sempre cercato di prendere il suo AK-47 che aveva nella sua stanza da letto. In realtà esiste una spiegazione semplice e plausibile: Bissonnette potrebbe non aver visto Bin Laden compiere tale gesto in quanto lo vide per terra gravemente ferito da un altro assaltatore che lo precedeva, dopodiché lo aveva ucciso con alcuni colpi sul torace.
L'11 febbraio 2013 la rivista statunitense Esquire ha inoltre pubblicato un racconto di un altro assaltatore del DEVGRU identificato semplicemente come The Shooter, secondo cui sostiene di essere stato nella seconda fila del suo gruppo al terzo piano e di aver sparato con tre colpi alla fronte di Bin Laden, il quale cercava disperatamente di raggiungere le armi che aveva nella camera, contraddicendo la versione di Bissonnette ma non suscitando obiezioni da parte di quest'ultimo per le diverse versioni sull'uccisione del terrorista. Il 6 novembre 2014 è stato invece diffuso il vero nome di The Shooter: si tratta del capo di 2ª classe Robert O'Neill, 38 anni, di origini irlandesi e originario di Butte, nel Montana. Era stato assaltatore dei Navy SEAL e poi del DEVGRU dal 1995 al 2012, ottenendo oltre 52 decorazioni per le sue operazioni in Iraq e Afghanistan.
Nonostante le polemiche suscitate, il libro è stato accolto positivamente dalla critica statunitense e internazionale, tale da suscitare interesse nel lettore e confutare le teorie del complotto sulla presunta "sopravvivenza" del terrorista più ricercato del mondo.

## Vita privata
Bissonnette, inizialmente residente di Virginia Beach, attualmente è in un'abitazione sconosciuta con la sua famiglia.
È un amante del paracadutismo e si dedica alle donazioni per alcune organizzazioni di beneficenza a favore dei militari americani caduti. Nel 2014 ha incontrato personalmente gli ex-presidenti George H. W. Bush e George W. Bush.

## Opere
Scritto sotto lo pseudonimo di Mark Owen:
- No Easy Day: il racconto in prima persona dell'uccisione di Bin Laden (No Easy Day: The Firsthand Account of the Mission that Killed Osama bin Laden, 2012)
- No Hero: Storia di un Navy SEAL (No Hero: The Evolution of a Navy SEAL, 2014)

## Televisiva
È anche produttore esecutivo (accreditato come Mark Owen), a partire dalla seconda stagione, della serie televisiva SEAL Team.